# Universo Blaster
Universo Blaster (no original em inglês: Blaster's Universe) é uma série de desenho animado infantil canadense criada pela Nelvana. A produção é baseada numa franquia de jogos eletrônicos educativos intitulada Blaster Learning System principalmente conhecida por jogos de computador como Math Blaster, tendo sido feita num período onde os jogos sofreram um reboot com novos visuais e personagens.
No Brasil estreou no Canal Futura em 17 de julho de 2006.

## Enredo
A série conta as aventuras de Blaster, um garoto de 12 anos da Terra que vive num futuro distante que junto de sua amiga alienígena G.C. (pronunciado Di-ci) e seu cão robô Mel. Os três juntos viajam pelo espaço encarando as mais variadas aventuras contra diversos vilões ao mesmo que aprendem lições de história, matemática, física, entre outros.

## Personagens
- Blaster - Um garoto aventureiro da Terra que adora viajar pelo espaço derrotando vilões ao lado de seus amigos G.C. e Mel. Ele é equipado com um foguete nas costas que o permite voar além de ser dono do Relógio de Salto, que quando combinado com o anel de G.C. é capaz de fazer teletransportá-los direto a Ômega. Ele foi baseado no personagem Blasternaut dos jogos Math Blaster.

- G.C. - Uma garota alienígena vinda de Ômega, sendo filha do embaixador do planeta. Ela é extremamente parecida com um ser humano só se diferenciando pela cor de sua pele. Ela é equipada com um par de botas capazes de flutuar pelo espaço além de ser dona do Anel de Salto, que quando combinado com o relógio de Blaster é capaz de fazer teletransportá-los direto a Ômega. Seu nome é uma abreviatura para "Galactic Commander", literalmente Comandante Galáctica.

- MEL - É o cão robótico de estimação de Blaster e G.C. que frequentemente os ajuda nas missões. Ele possui uma grande enciclopédia em sua memória frequentemente ensinando coisas pros seus amigos além de ser equipado com várias armas. Seu nome é uma abreviatura para "Mechanically Enhanced Lapdog", literalmente Cachorrinho Mecanicamente Aprimorado.

## Episódios
- 1 Você É Passado
- 2 Uma Ponte muito Frágil
- 3 Fim de Semana Perdido
- 4 Um Pequeno Defeito
- 5 Imitação Barata
- 6 Cérebro e Músculos
- 7 Corpo Eclético
- 8 Heroi Hoje, Morto Amanhã
- 9 Conselho Musical
- 10 Questão de Matemática
- 11 Sem Saída
- 12 Educação É Tudo
- 13 Fora Bicho!